# Субуд
Субуд — неосуфийское религиозное движение, основанное в 1933 году в Голландской Ост-Индии (Индонезии) Субухом Самохадивиджоджойо, приверженцем тариката Накшбандия. Название «субуд» является аббревиатурой санскритских слов «сулиса» (санскр. suśīla, праведная жизнь), «буддхи» (состояние просветления) и «дхарма».
В 1950-е годы учение распространилось из Индонезии в Европу и Америку, первоначально, в основном, среди последователей Георгия Гурджиева. К настоящему времени общины Субуд есть более чем в 70 странах, число приверженцев учения достигает 50 тыс. человек.
Дважды в неделю приверженцы Субуд занимаются медитациями, призванными пробудить «латихан» — божественную энергию. Такое пробуждение проявляется в вибрациях, непроизвольном пении и глоссолалии. Приверженцы Субуд медитируют в тёмных комнатах, раздельно мужчины и женщины. Члены движения практически обожествляют Субуха Самохадивиджоджойо, которого называют Бапаком (отцом). Развитой религиозной доктрины в учении нет.